# Maciej Marton
Pas d'image ? Cliquez ici
Maciej Marton est un copilote polonais de rallye automobile né le 1er mai 1991 à Varsovie.

## Biographie
Maciej Marton est le fils de Rafał Marton.

## Palmarès

### Coupe du monde des rallyes tout-terrain
- 2e en 2012 (copilote de Miroslav Zapletal)

### Résultats au Rallye Dakar
| Année | Categorie | Marque | Poste                            | Position | Victoires d'etapes |
| ----- | --------- | ------ | -------------------------------- | -------- | ------------------ |
| 2018  | Auto      | Toyota | Copilote de Peter van Merksteijn | 8e       |                    |
| 2019  | Auto      | Toyota | Copilote d'Aron Domżała          | Abandon  |                    |